# Pierre Loti
Pierre Loti, pseudonym för Louis Marie-Julien Viaud, född 14 januari 1850 i Rochefort, död 10 juni 1923 i Hendaye, var en fransk författare och sjöofficer. Han blev medlem av Franska akademien 1891.

## Biografi
Pierre Loti var av gammal hugenottsläkt. Han blev sjöofficer och deltog i franska marinens kampanjer i Östasien. År 1906 blev han kommendörkapten. 
Han skrev många på sin tid mycket populära reseromaner i lyrisk och melankolisk stil och med fina marina stämningsmålningar. Högst nådde han i två berättelser från Bretagne, Mon frère Yves (1883) och Pêcheur d'Islande (1886, Islandsfiskare). Vidare skrev han romanerna Madame Chrysanthème (1887, Ett giftermål i Japan) och Au Maroc (1890) innehållande en skildring från det då stängda Marocko samt en mängd reseskildringar från Japan, Tongking, Turkiet, Indien, Persien, Palestina och Syrien. Därtill trilogin La dèsert (1894), Jérusalem (1895) och La Galilée (1895) och de under en karavanfärd genom Sinaiöknen och Palestina författade, av prosalyrik fyllda L'Inde sans les anglais (1903) och Vers Ispahan (1904). Efter hans död utgavs Lettres à Mme Juliette Adam (1924) och Correspondence inédite (1929).
Hans roman från Polynesien Rarahu (1880), som senare även gavs ut under titeln Le Mariage de Loti, tjänade som inspiration för librettot till operan Lakmé av Léo Delibes som uruppfördes 1883.

## Svenska översättningar
- Islandsfiskare (Pêcheur d'Islande, 1886) (översättning Tor Hedberg, Hæggström, 1887). Ny översättning av Karin Jensen, Beijer, 1906; ny översättning av Natalia Nisbeth, B. Wahlström, 1912; ny översättning av Edvard Robert Gummerus, Tomas, 1961
- Ungdom och kärlek (översättning Erik Thyselius, Klemmings antikvariat, 1888)
- Ett giftermål i Japan (Madame Chrysanthème, 1887) (översättning Erik Thyselius, Looström, 1888). Ny översättning av A. Berg, Holmquist, 1925
- I Marokko (Au Maroc) (översättning A. H. Rundqvist, L. Hubendick, 1890)
- Min bror Yves (Mon frère Yves) (översättning Erik Thyselius, Beijer, 1892)
- Genom öknen till Jerusalem (Le désert) (översättning Walborg Hedberg, Bonnier, 1895). Ny översättning av Marianne Lindström, Skarabé, 1994
- Jerusalem (Jérusalem) (översättning Walborg Hedberg, Bonnier, 1895)
- Genom Galiléen (Nazareth, Kapernaum och Damaskus) (La Galilée) (översättning Walborg Hedberg, Bonnier, 1896)
- Ramuntcho (anonym översättning, 1897)
- Till Ispahan (Vers Ispahan) (anonym översättning, Hierta, 1904)
- Fru Plommons tredje ungdom: dagboksanteckningar från Japan (översättning Hugo Hultenberg, Hierta, 1905)
- De uppvaknande: en skildring från haremslifvet i våra dagar (översättning Alma Faustman, Hierta, 1906). Ny översättning av E. Svanberg, Holmquist, 1917, med titel Ett uppvaknande: nutidsroman från turkiska harem
- Sjömannen (anonym översättning?, Svithiod, 1908)
- En spahis roman (översättning Karin Jensen, Wahlström & Widstrand, 1924)
- Rarahu: en kärleksroman från Söderhavsöarna (Rarahu) (översättning A. Berg, Holmquist, 1925)
- Aziyadé: en kärleksroman från ett turkiskt harem (Aziyadé: extrait des notes et lettres d'un lieutenant de la marine anglaise entré au service de la Turquie, le 10 mai 1876) (översättning L. S., Holmquist, 1928)